# 新重案傳真
《新重案傳真》，香港電視廣播有限公司於1994年間首播的時裝警匪電視劇。
此劇是藍潔瑛及麥皓為生前最後一部在TVB的電視劇。

## 演員表

### 主要演員
- 陶大宇 飾 方　偉
- 林嘉華 飾 馬兆軍
- 藍潔瑛 飾 丁　蘭
- 梁婉靜 飾 劉詠儀
- 羅　蘭 飾 軍　母
- 關　菁 飾 阿　光
- 潘文柏 飾 阿　良
- 蔡雲霞 飾 阿　玲
- 黃文標 飾 阿　中
- 李衛民 飾 Jacky
- 游　飈 飾 勁　雞
- 劉　江 飾 丁　喬
- 馬清儀 飾 王淑珍
- 張慧儀 飾 Jessica
- 郭少芸 飾 Ann

### 第一單元
郭成天(李成昌飾)乃一淫業大王,專門偷運人蛇來港賣淫, 警察劉詠儀(梁婉靜飾)專責捉他, 可惜一次又一次被他脫罪， 最後詠儀放蛇成功將之拘捕! 可惜為令成天入罪，詠儀因擾亂陪審團被革職。
- 李成昌 飾 郭成天
- 張　延 飾 阿　珠
- 鄭　嵐 飾 阿　嬌
- 張　倫 飾 大　漢
- 薛純基 飾 華　哥
- 戴少民 飾 阿　豪
- 計祥龍 飾 大　漢
- 麥兆華 飾 扯皮條
- 李漢城 飾 扯皮條
- 王維德 飾 Ben
- 王偉樑 飾 阿　昌
- 葉振聲 飾 阿　發
- 亦　羚 飾 阿　敏
- 蕭玉燕 飾 Joe
- Edward 飾 Foster
- 黎秀英 飾 朱　太
- 鄧麗文 飾 May
- 劉文俊 飾 殺手甲
- 張海勤 飾 殺手乙
- 河國榮 飾 嫖　客
- 陳亞園 飾 嫖　客
- 田自義 飾 嫖　客
- 黃敏敏 飾 Candy
- 簡瑞超 飾 法　官
- 陳珮珊 飾 Gigi
- 張俊平 飾 何醫生
- 劉超凡 飾 陪審員
- 鄭　莊 飾 殺　手
- 梁克遜 飾 羅警司

### 第二單元
改編自大埔寶湖花園炸屍案
陳靜文 (蔣文端飾) 乃丁蘭 (藍潔瑛飾) 之表妹, 與好賭的丈夫汪柏祥 (黎耀祥飾) 一起營運食肆祥記 (影射大埔波仔記燒臘店), 但柏祥死性不改屢賭屢輸, 因而認識高芳 (吳麗珠飾) 發展婚外情, 引狼入室並珠胎暗結。 高芳因不滿柏祥仍未與靜文離婚, 將靜文殺死製成咕嚕肉，在祥記售賣, 最後高芳被拘捕.
- 黎耀祥 飾 汪柏祥 (影射羅福成)
- 吳麗珠 飾 高　芳 (影射錢燕荷)
- 蔣文端 飾 陳靜文 (影射鍾彩娟)
- 江富強 飾 洪大江
- 石　雲 飾 壯　漢
- 謝月美 飾 師　奶
- 羅　維 飾 Nick
- 鄧繼榮 飾 Keith
- 陳潔儀 飾 Joe
- 林劍峰 飾 Mike
- 何遠恒 飾 Bryan
- 梁建平 飾 心理醫生
- 區　嶽 飾 祥　父
- 曹　濟 飾 昌　叔
- 蘇恩磁 飾 方師奶
- 廖麗麗 飾 師　奶
- 陳妹妹 飾 師　奶
- 袁月明 飾 師　奶
- 馮瑞珍 飾 師　奶
- 陳亦雯 飾 女　童
- 梁慶騷 飾 路　人
- 羅慶全 飾 路　人
- 方偉明 飾 大耳窿
- 劉樑發 飾 醫　生
- 劉桂芳 飾 招　太
- 許碧姬 飾 阿　嬸
- 彭美嫦 飾 垃圾婆
- 劉寶瓊 飾 侍　應
- 麥樹燊 飾 神　父
- 周惠芳 飾 鄰　居
- 李健成 飾 醫　生
- 林柏垣 飾 阿　強
- 區家明 飾 風箏裁判
- 洪偉豪 飾 偵　探
- 梁美鳳 飾 護　士
- 何金靈 飾 古博士
- 柳文興 飾 記　者
- 陳堅成 飾 柔道裁判
- 羅　維 飾 男朋友
- 周逸鳳 飾 女朋友
- 梁月明 飾 阿　嬸
- 林佩君 飾 Kitty
- 王啟德 飾 酒店職員
- 陳鳳冰 飾 酒店阿嬸

### 第三單元
前軍人于振彪( 羅莽飾 )淪為盜賊, 打算將大批軍火運往香港打刧金舖。 馬兆軍( 林嘉華飾 )曾捕振彪，彪懷恨在心，將兆軍母( 羅蘭飾 ) 捉住欲殺之, 幸蘭阻止,。振彪與手下逃回大陸欲與鳳( 曾令茵飾 )結婚, 但鳳父報公安!後振彪來港欲刧金店後再逃去美國，因而認識車手阿咪( 林劍峰飾 ), 原來阿咪是兆軍同母異父之弟, 因少時兆軍求勝心切，迫令其涉兇殺案之後父自殺, 致兄弟反目。後振彪為報仇欲殺兆軍母, 咪為救母被振彪殺死，兆軍母亦受剌激至精神失常，.最後中港聯手圍捕振彪，以鳳引出振彪後，鳳為振彪檔槍死去，振彪亦引爆炸彈死去。
- 羅　莽 飾 于振彪
- 郭卓樺 飾 狗　牙
- 陳煜聲 飾 咖　喱
- 鄧汝超 飾 細　強
- 黃煒林 飾 茂　利
- 許實賢 飾 紅　牛
- 林劍峰 飾 阿　咪
- 陳潔儀 飾 Joe
- 唐崴娜 飾 護　士
- 陳勉良 飾 大蛇明
- 梅智清 飾 豆豉叔
- 楊健武 飾 阿　龍
- 鄧煜榮 飾 金牙彭
- 焦　雄 飾 游　伯
- 曾令茵 飾 阿　鳳
- 莊域飛 飾 Mr.Cole

### 第四單元
改編自屯門色魔案 
田文俊( 林尚武飾 ) 外表為一個好好先生，實際上因多年來被妻子欺壓，變成心理變態的連環屯門色魔! 蘭與Ann及軍扮屯門街坊混入可疑社區欲捉屯門色魔,可惜找不到証據,被俊走甩及打甩官司! 後因為俊心急想姦殺蘭而被蘭反抗殺死! 最後蘭因年少時比被下藥的軍強姦而不能跟軍結婚, 但軍願意贖罪自首, 判三年, 蘭願意等他再結婚!而懷有偉bb的儀最後因患血病加併發症而死去. 故事完結.
- 林尚武 飾 田文俊
- 張國強 飾 聶志華
- 陳　銳 飾 Rose
- 談佩珊 飾 許月娥
- 黃仲匡 飾 咸水角
- 鄭君寧 飾 阿　貴
- 余慕蓮 飾 阿　英
- 陳燕航 飾 Bonnie
- 博　君 飾 陶先生
- 凌　漢 飾 陳　伯
- 趙海怡 飾 田文俊女兒
- 林潔恒 飾 Mable
- 陳中堅 飾 醫　生
- 劉美珊 飾 女病人
- 蘇恩磁 飾 護士長
- 吳列華 飾 女文員
- 譚一清 飾 楊律師
- 麥皓為 飾 檢控官
- 方　偉 飾 王醫生
- 林家棟 飾 John
- 蕭玉燕 飾 儀同學
- 林佩君 飾 儀同學
- 黃建峰 飾 醫　生
- 麥嘉倫 飾 新聞報導員

## 外部連結
- 《新重案傳真》 GOTV 第1集重溫

## 電視節目的變遷

### 首播
| 香港 無綫電視翡翠台 第二線劇集 星期一至五 21:15-22:15 | 香港 無綫電視翡翠台 第二線劇集 星期一至五 21:15-22:15 | 香港 無綫電視翡翠台 第二線劇集 星期一至五 21:15-22:15 |
| ----------------------------------------------------- | ----------------------------------------------------- | ----------------------------------------------------- |
|                                                       | 新重案傳真 （1994.5.9 - 1994.6.3）                    |                                                       |
| 包青天 （1993.8.9 - 1994.5.6）                        | 生死訟 （1994.6.6 - 1994.7.1）                        |                                                       |